# Lenwebbia
Lenwebbia es un género con dos especies de arbustos o árboles pequeños de la familia Myrtaceae. El género es así llamado en honor del ecologista australiano Dr. Leonard Webb. Estas especies se encuentran a lo largo de la costa oeste de Australia, en Queensland y Nueva Gales del Sur.
Todas las especies se clasificaban anteriormente en el género Austromyrtus. Lenwebbia es distinto de Austromyrtus y Gossia debido a tener cuatro pétalos en lugar de cinco. Su análisis genético la ha colocado emparentada con el género Lophomyrtus de Nueva Zelanda.

## Especies
- Lenwebbia lasioclada
- Lenwebbia prominens